# 卖面桥站
卖面桥站位于中华人民共和国浙江省宁波市海曙区集士港镇望童路与梁祝路交叉口，是宁波轨道交通6号线的地铁车站。车站计划于2027年启用。

## 车站形制
卖面桥站位于海曙区集士港镇望童路、梁祝路口。车站沿望童路东西向设置，为地下二层岛式车站，长305米，宽19.7米，总建筑面积为16843平方米。车站西端接入高桥南车辆段。

## 出口
卖面桥站设置3个出入口。